# 格蘭特維爾 (喬治亞州格林縣)
格蘭特維爾（英語：Grantville）是位於美國喬治亞州格林縣（Greene County）的一個鬼鎮。由於此地已於20世紀被荒廢，本地已無人居住。

## 地理
格蘭特維爾的座標為33°30′16″N 83°08′28″W / 33.50444°N 83.14111°W，而該地的平均海拔高度為196米（即643英尺）。